# Santa Palomba
Santa Palomba è la zona urbanistica 12N del Municipio Roma IX di Roma Capitale. Si estende sulla zona Z. XXIII Castel di Leva.
Il toponimo indica più propriamente un vasto territorio diviso fra i comuni di Roma stessa, Ardea e Pomezia.

## Geografia fisica

### Territorio
È situata a sud della capitale, e costituisce un'appendice al confine del comune di Roma.
La zona urbanistica confina:
- a nord con la zona urbanistica 12L Porta Medaglia
- a est comune di Albano Laziale
- a ovest con il comune di Pomezia

## Monumenti e luoghi d'interesse

### Siti archeologici
Santa Palomba presenta molti reperti archeologici, tra cui un'antica strada romana in basolato ancora ben conservato che, in epoca romana, collegava l'attuale Albano Laziale al mare, e l'antica torre di avvistamento usata nel medioevo.
Nel maggio 2006 è stato ritrovato un mosaico policromo costituito da tessere di pregiati marmi africani. Il mosaico, di dimensioni 3x2 metri, è diviso in tre riquadri:
- nel primo è raffigurato un busto di donna con corona di foglie, probabile rappresentazione allegorica di una stagione;
- nel secondo, posto al centro, la testa di un uomo anziano con barba che, se visto da sopra, cambia in un giovane con i capelli lunghi;
- nel terzo si alternano a scacchiera volti maschili e alcune decorazioni "a greca".

È certo che tale mosaico faccia parte di una domus del I-II secolo d.C.
Ville romane
- Villa di S. Palomba (sito 1), su via Ardeatina (XIV miglio). Villa del I secolo a.C.

Villa ubicata a 1500 metri dalla via Ardeatina, al km. 21.800 di questa.
- Villa di S. Palomba, loc. Palazzo, su via Ardeatina (XV miglio). Villa del III secolo a.C.

Villa rustica ubicata nella Tenuta Cancelleria, al km. 23.400 di via Ardeatina.

## Geografia antropica

### Urbanistica
Tra il 20º e il 23º km della via Ardeatina, nel territorio di Pomezia, attorno alla preesistente stazione della ferrovia regionale FL8 e al trasmettitore radio della RAI, si è sviluppata un'area urbanistica prevalentemente industriale, dove hanno instaurato le loro sedi le italiane Fiorucci e Angelini, la svizzera ABB e le americane Johnson & Johnson e Procter & Gamble.
Verso la fine degli anni 1990, all'angolo fra via della Solfarata e via Cesare Fiorucci, racchiuso da viale delle Arti, sorge un nuovo quartiere residenziale, denominato "Roma 2".
Altre abitazioni residenziali, sono ubicate tra la stazione di Pomezia-Santa Palomba e la via Ardeatina.
Dal 2008 a causa della grave crisi economica, alcune aziende hanno deciso di chiudere alcuni stabilimenti per trasferirsi all'estero.

## Infrastrutture e trasporti
|  | È raggiungibile dalla stazione di Pomezia-Santa Palomba. |

|  | È raggiungibile dalla stazione di Pomezia-Santa Palomba. |